# Hans-Peter Putzke

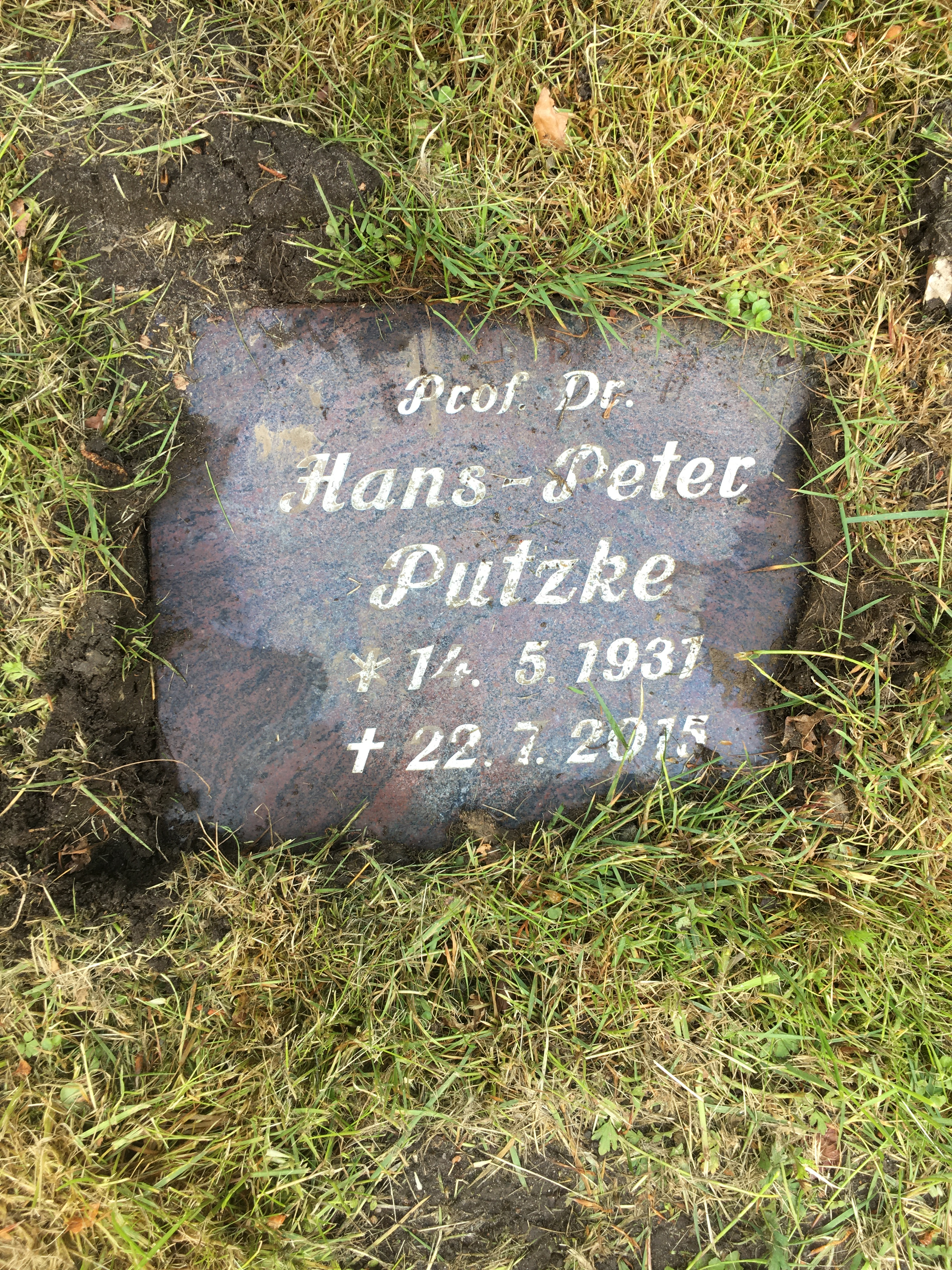
Grabstätte Hans-Peter Putzke auf dem Friedhof Ohlsdorf

Hans-Peter Ferdinand Putzke (* 14. Mai 1931 in Lübeck; † 22. Juli 2015 in Hamburg) war ein deutscher Pathologe und Hochschullehrer.

## Leben
Hans-Peter Putzke war der Sohn des Dekorateurs und Werbeleiters Willi Putzke und dessen Frau, der Kontoristin Irma Putzke geb. Küntzel. 1932 zog die Familie nach Rostock, wo Putzke die Schule besuchte und 1951 das Abitur ablegte. Von 1951 bis 1957 studierte er Humanmedizin an der Universität Rostock. Nach dem Staatsexamen ließ er sich am dortigen Institut für Anatomische Pathologie bis 1961 zum Facharzt in Pathologie ausbilden. Während der Ausbildung wurde er 1958 mit Wachsplattenmodell eines Fibroadenoms der menschlichen Brustdrüse promoviert.
Von 1961 bis 1970 arbeitete Putzke als wissenschaftlicher Assistent und Oberarzt an seiner Ausbildungsstätte, in diese Zeit fällt 1966 seine Habilitation mit der Schrift Histologische, histochemische und ultramikroskopische Untersuchungen über die experimentelle Beeinflussung der Funktion und Kinetik der äußeren Pankreassekretion. Von 1970 bis 1976 hatte Putzke eine Hochschuldozentur an der Uni Rostock. 1976 wurde er zum außerplanmäßigen Professor, 1992 zum Professor berufen.
Putzke lehrte und forschte zur Pathologie des exokrinen Pankreas sowie zur Ätiologie und Pathogenese der Pankreatitis. Von 1974 bis 1983 war er Vorsitzender der Prüfungskommission Klinische Medizin und ab 1976 stellvertretender Institutsdirektor für Forschung und Ausbildung. Von 1980 bis 1985 fungierte Putzke als Vorsitzender der Medizinischen Gesellschaft Rostock und war u. a. seit 1960 Mitglied der Deutschen Gesellschaft für Pathologie.
Nach seiner Emeritierung 1996 zog Putzke zunächst nach Berlin, später nach Hamburg, wo er 84-jährig an den Folgen einer Darmerkrankung verstarb und auf dem dortigen Friedhof Ohlsdorf beigesetzt wurde. Die Grabstätte befindet sich im Planquadrat R 30 nördlich von Kapelle 10.

## Veröffentlichungen
- 1958: Wachsplattenmodell eines Fibroadenoms der menschlichen Brustdrüse (Dissertationsschrift)
- 1966: Histologische, histochemische und ultramikroskopische Untersuchungen über die experimentelle Beeinflussung der Funktion und Kinetik der äußeren Pankreassekretion (Habilitationsschrift)